# آشکارسازی (روان‌شناسی عامه‌پسند)
آشکارسازی یا تجلی (به انگلیسی: Manifestation) به نوعی خودیاری شبه علمی اشاره دارد که فرد را قانع می‌کند که آرزوهای او با تجسم ذهنی آن‌ها محقق می‌شوند. تکنیک‌های آشکارسازی بر اساس قانون جذب و جنبش اندیشه نو است. اگرچه این تکنیک‌ها شامل تفکر مثبت یا حتی هدایت درخواست‌ها به کل گیتی به‌عنوان یک مجموعه کامل است اما در طول فرایند به اقدامات فردی هم توجه می‌شود.
انتقادات فراوانی از آشکارسازی به‌عنوان مفهومی فاقد بنیان و بی‌اساس در علم ارایه شده‌است. آلیسون برنشتاین، استاد علوم اعصاب ترجمه در دانشگاه ایالتی میشیگان در مصاحبه ای با وایس (Vice) گفت: «شما نمی‌توانید به‌طور جادویی موجب به وقوع پیوستن چیزها شوید. با این حال، می‌توانید نحوه واکنش خود را به موقعیت‌های خاص تغییر دهید، که به نظر من مانند رفتاردرمانی شناختی است. او ادامه داد که «آشکارسازی توسط علم پشتیبانی نمی‌شود».

## بررسی اجمالی
تجلی یک فلسفۀ خودیاری است که ادعا می‌کند افراد می‌توانند از طریق تمرکز فکر و باور، خواسته‌های خود را به زندگی‌شان جذب کنند. این باور بر این اصل استوار است که افکار و احساسات ما تأثیر قدرتمندی بر واقعیت ما دارند. با همسو کردن افکار، احساسات و اعمال خود با آنچه می‌خواهیم به دست آوریم، می‌توانیم به طور فرضی آن چیزها را به زندگی خود جذب کنیم.

## مفاهیم کلیدی
قدرت باور: تجلی بر اهمیت باور داشتن به اینکه می‌توانید به اهداف خود برسید، تأکید می‌کند. این طرز فکر مثبت به جذب فرصت‌ها و تجربیاتی منجر می‌شود که از خواسته‌های شما حمایت می‌کنند.
قانون جذب: این اصل می‌گوید که انرژی‌های مشابه همدیگر را جذب می‌کنند. با تمرکز بر آنچه می‌خواهید، به طور فرضی انرژی مثبتی ساطع می‌کنید که انرژی مثبت مشابهی را به سمت شما جذب می‌کند.
تجسم: این تکنیک شامل ایجاد یک تصویر ذهنی واضح از نتیجه مطلوب شماست. با تجسم واضح اهداف خود، اعتقاد بر این است که ذهن ناخودآگاه شما را برای دستیابی به آن‌ها برنامه‌ریزی می‌کنید.

## تمرینات رایج
تعیین اهداف مشخص: آنچه را که می‌خواهید در زندگی خود تجلی دهید به طور واضح تعریف کنید. هرچه دقیق‌تر باشید، بهتر است.
تکنیک‌های تجسم: به طور مرتب خودتان را در حال رسیدن به اهداف و تجربه احساسات مثبتی که با آن‌ها همراه است، تجسم کنید.
تلقینات مثبت: تکرار جملات مثبت دربارۀ خود و اهداف‌تان می‌تواند به تقویت باور شما به قابلیت دستیابی به آن‌ها کمک کند.
اقدام کردن با الهام: تجلی فقط دربارۀ آرزو کردن نیست. برداشتن گام‌های عملی هماهنگ با اهداف‌تان برای تبدیل خواسته‌های شما به واقعیت حیاتی است.

## ملاحضات مهم
تجلی یک گلوله جادویی نیست: این نیازمند تلاش مداوم، تمرکز و صبر است.
ضمانتی برای موفقیت وجود ندارد: عوامل بیرونی می‌توانند بر نتایج تأثیر بگذارند.
روی مسیر تمرکز کنید: تجلی اغلب دربارۀ رشد شخصی و همسو کردن خودتان با اهداف‌تان است، نه فقط رسیدن به یک نتیجه نهایی خاص

## تحقیق و انتقاد
در حالی که تجلی در سال‌های اخیر محبوبیت پیدا کرده است، شواهد علمی کمی برای حمایت از ادعاهای آن وجود دارد. برخی از محققان بر این باورند که تأثیرات مثبت تجلی ممکن است به عواملی مانند افزایش اعتماد به نفس، انگیزه و تعیین هدف نسبت داده شود. برخی دیگر استدلال می‌کنند که تکنیک‌های تجلی در صورتی که منجر به انتظارات غیر واقعی شوند یا افراد را از برداشتن اقدامات لازم برای رسیدن به اهدافشان منصرف کنند، می‌توانند مضر باشند.

## نتیجه گیری
تجلی می‌تواند ابزاری قدرتمند برای رشد شخصی و انگیزه باشد. با این حال، مهم است که با انتظارات واقع‌بینانه به آن نزدیک شوید و درک کنید که جایگزینی برای سخت‌کوشی و پشتکار نیست. اگر به فکر گنجاندن تجلی در زندگی خود هستید، توصیه می‌شود با اهداف کوچک و قابل دستیابی شروع کنید و به تدریج بر موفقیت‌های خود بیفزایید. به خاطر داشته باشید، تجلی یک سفر است، نه یک مقصد.